# 哥利·布朗
哥利·布朗（英語：Corey Brown，1994年1月7日—），是一名澳洲職業足球員，司職後衛，現效力澳職球會布里斯班獅吼。
2011年加盟獅吼青年軍後效力至今，雖然出場次數並不多，但亦曾在不少重要賽事上陣。2012年在亞冠盃首次為一隊上陣，入替受傷的史提芬魯圖。
2018年離開布里斯班獅吼，正式加盟墨爾本勝利。